# Rune Olijnyk
Rune Olijnyk (ur. 27 grudnia 1968 w Lørenskog) – norweski skoczek narciarski, wicemistrz świata (1991).
W Pucharze Świata zadebiutował w 1987. Życiowym sukcesem zawodnika było zdobycie srebrnego medalu na mistrzostwach świata w Val di Fiemme w 1991 (skocznia duża). Również występy na skoczni średniej i w konkursie drużynowym zakończył w pierwszej dziesiątce. Na igrzyskach w Albertville w 1992 był siódmy na dużej skoczni. Po igrzyskach zakończył karierę. Pomimo osiągnięcia sukcesu na imprezie rangi mistrzowskiej, nigdy nie stanął na podium w Pucharze Świata.

## Mistrzostwa świata
- Indywidualnie
  - 1991 Val di Fiemme (ITA) – srebrny medal (duża skocznia), 20. miejsce (normalna skocznia)
- Drużynowo
  - 1991 Val di Fiemme (ITA) – 4. miejsce

## Mistrzostwa świata w lotach
- Indywidualnie
  - 1990 Vikersund (NOR) – 42. miejsce

## Puchar Świata

### Miejsca w klasyfikacji generalnej
| Sezon     | Miejsce |
| --------- | ------- |
| 1989/1990 | 30.     |
| 1990/1991 | 17.     |
| 1991/1992 | 48.     |

### Miejsca w poszczególnych konkursach indywidualnychPucharu Świata
| Źródło | Źródło      | Źródło      | Źródło      | Źródło     | Źródło                 | Źródło                 | Źródło                 | Źródło        | Źródło              | Źródło              | Źródło          | Źródło          | Źródło       | Źródło   | Źródło       | Źródło       | Źródło    | Źródło  | Źródło          | Źródło       | Źródło              | Źródło  | Źródło  | Źródło  | Źródło | Źródło | Źródło | Źródło | Źródło | Źródło | Źródło | Źródło | Źródło | Źródło | Źródło | Źródło | Źródło | Źródło | Źródło | Źródło | Źródło | Źródło | Źródło | Źródło | Źródło | Źródło | Źródło | Źródło | Źródło |
| --- | ----------- | ----------- | ----------- | ---------- | ---------------------- | ---------------------- | ---------------------- | ------------- | ------------------- | ------------------- | --------------- | --------------- | ------------ | -------- | ------------ | ------------ | --------- | ------- | --------------- | ------------ | ------------------- | ------- | ------- | ------- | ------ | ------ | ------ | ------ | ------ | ------ | ------ | ------ | ------ | ------ | ------ | ------ | ------ | ------ | ------ | ------ | ------ | ------ | ------ | ------ | ------ | ------ | ------ | ------ | ------ |
| Sezon 1986/1987                                                                                                   |             |             |             |            |                        |                        |                        |               |                     |                     |                 |                 |              |          |              |              |           |         |                 |              |                     |         |         |         |        |        |        |        |        |        |        |        |        |        |        |        |        |        |        |        |        |        |        |        |        |        |        |        |        |
| Thunder Bay | Thunder Bay | Lake Placid | Lake Placid | Chamonix   | Oberstdorf             | Garmisch-Partenkirchen | Innsbruck              | Bischofshofen | Szczyrbskie Jezioro | Szczyrbskie Jezioro | Oberwiesenthal  | Sapporo         | Sapporo      | Lahti    | Lahti        | Örnsköldsvik | Falun     | Planica | Planica         | Rælingen     | Oslo                | punkty  | punkty  | punkty  | punkty | punkty | punkty | punkty | punkty | punkty | punkty | punkty | punkty | punkty | punkty | punkty | punkty | punkty | punkty | punkty |        |        |        |        |        |        |        |        |        |
| - | -           | -           | -           | -          | -                      | -                      | -                      | -             | -                   | -                   | -               | -               | -            | -        | -            | -            | -         | -       | -               | 73           | 73                  | 0       | 0       | 0       | 0      | 0      | 0      | 0      | 0      | 0      | 0      | 0      | 0      | 0      | 0      | 0      | 0      | 0      | 0      | 0      |        |        |        |        |        |        |        |        |        |
| Sezon 1988/1989                                                                                                   |             |             |             |            |                        |                        |                        |               |                     |                     |                 |                 |              |          |              |              |           |         |                 |              |                     |         |         |         |        |        |        |        |        |        |        |        |        |        |        |        |        |        |        |        |        |        |        |        |        |        |        |        |        |
| Thunder Bay | Thunder Bay | Lake Placid | Lake Placid | Sapporo    | Sapporo                | Oberstdorf             | Garmisch-Partenkirchen | Innsbruck     | Bischofshofen       | Liberec             | Harrachov       | Oberhof         | Oberhof      | Chamonix | Oslo         | Örnsköldsvik | Harrachov | Planica | Planica         | punkty       | punkty              | punkty  | punkty  | punkty  | punkty | punkty | punkty | punkty | punkty | punkty | punkty | punkty | punkty | punkty | punkty | punkty | punkty | punkty |        |        |        |        |        |        |        |        |        |        |        |
| - | -           | -           | -           | -          | -                      | -                      | -                      | -             | -                   | -                   | -               | -               | -            | -        | 41           | -            | -         | -       | -               | 0            | 0                   | 0       | 0       | 0       | 0      | 0      | 0      | 0      | 0      | 0      | 0      | 0      | 0      | 0      | 0      | 0      | 0      | 0      |        |        |        |        |        |        |        |        |        |        |        |
| Sezon 1989/1990                                                                                                   |             |             |             |            |                        |                        |                        |               |                     |                     |                 |                 |              |          |              |              |           |         |                 |              |                     |         |         |         |        |        |        |        |        |        |        |        |        |        |        |        |        |        |        |        |        |        |        |        |        |        |        |        |        |
| Thunder Bay | Thunder Bay | Lake Placid | Lake Placid | Sapporo    | Sapporo                | Oberstdorf             | Garmisch-Partenkirchen | Innsbruck     | Bischofshofen       | Harrachov           | Liberec         | Zakopane        | Sankt Moritz | Gstaad   | Engelberg    | Predazzo     | Predazzo  | Lahti   | Lahti           | Örnsköldsvik | Sollefteå           | Raufoss | Planica | Planica | punkty |        |        |        |        |        |        |        |        |        |        |        |        |        |        |        |        |        |        |        |        |        |        |        |        |
| 34 | 42          | 40          | 23          | -          | -                      | 9                      | 8                      | 31            | 7                   | 18                  | 33              | 16              | 20           | 14       | 52           | 51           | 11        | 43      | 52              | -            | -                   | 48      | -       | -       | 31     |        |        |        |        |        |        |        |        |        |        |        |        |        |        |        |        |        |        |        |        |        |        |        |        |
| Sezon 1990/1991                                                                                                   |             |             |             |            |                        |                        |                        |               |                     |                     |                 |                 |              |          |              |              |           |         |                 |              |                     |         |         |         |        |        |        |        |        |        |        |        |        |        |        |        |        |        |        |        |        |        |        |        |        |        |        |        |        |
| Lake Placid | Lake Placid | Thunder Bay | Thunder Bay | Sapporo    | Sapporo                | Oberstdorf             | Garmisch-Partenkirchen | Innsbruck     | Bischofshofen       | Oberhof             | Bad Mitterndorf | Bad Mitterndorf | Lahti        | Lahti    | Bollnäs      | Falun        | Trondheim | Oslo    | Planica         | Planica      | Szczyrbskie Jezioro | punkty  | punkty  | punkty  | punkty | punkty | punkty | punkty | punkty | punkty | punkty | punkty | punkty | punkty | punkty | punkty | punkty | punkty | punkty | punkty |        |        |        |        |        |        |        |        |        |
| 10 | 9           | 10          | 9           | 31         | 19                     | 36                     | 20                     | 30            | 16                  | 19                  | -               | -               | 9            | 15       | 11           | 50           | 14        | 4       | -               | -            | 36                  | 53      | 53      | 53      | 53     | 53     | 53     | 53     | 53     | 53     | 53     | 53     | 53     | 53     | 53     | 53     | 53     | 53     | 53     | 53     |        |        |        |        |        |        |        |        |        |
| Sezon 1991/1992                                                                                                   |             |             |             |            |                        |                        |                        |               |                     |                     |                 |                 |              |          |              |              |           |         |                 |              |                     |         |         |         |        |        |        |        |        |        |        |        |        |        |        |        |        |        |        |        |        |        |        |        |        |        |        |        |        |
| Thunder Bay | Thunder Bay | Sapporo     | Sapporo     | Oberstdorf | Garmisch-Partenkirchen | Innsbruck              | Bischofshofen          | Predazzo      | Sankt Moritz        | Engelberg           | Oberstdorf      | Oberstdorf      | Lahti        | Lahti    | Örnsköldsvik | Trondheim    | Trondheim | Oslo    | MŚL – Harrachov | Planica      | punkty              | punkty  | punkty  | punkty  | punkty | punkty | punkty | punkty | punkty | punkty | punkty | punkty | punkty | punkty | punkty | punkty | punkty | punkty | punkty |        |        |        |        |        |        |        |        |        |        |
| 12 | 25          | 28          | 34          | 48         | 41                     | 27                     | 28                     | -             | -                   | -                   | -               | -               | -            | -        | 32           | 35           | 40        | 50      | -               | -            | 4                   | 4       | 4       | 4       | 4      | 4      | 4      | 4      | 4      | 4      | 4      | 4      | 4      | 4      | 4      | 4      | 4      | 4      | 4      |        |        |        |        |        |        |        |        |        |        |
| Legenda |             |             |             |            |                        |                        |                        |               |                     |                     |                 |                 |              |          |              |              |           |         |                 |              |                     |         |         |         |        |        |        |        |        |        |        |        |        |        |        |        |        |        |        |        |        |        |        |        |        |        |        |        |        |
| 1 2 3 4-10 11-15 poniżej 15 dq – dyskwalifikacja q – zawodnik nie zakwalifikował się - – zawodnik nie wystartował |             |             |             |            |                        |                        |                        |               |                     |                     |                 |                 |              |          |              |              |           |         |                 |              |                     |         |         |         |        |        |        |        |        |        |        |        |        |        |        |        |        |        |        |        |        |        |        |        |        |        |        |        |        |

### Turniej Czterech Skoczni

#### Miejsca w klasyfikacji generalnej
| Sezon     | Miejsce | Źr.   |
| --------- | ------- | ----- |
| 1989/1990 | 8.      | [ 4 ] |
| 1990/1991 | 20.     | [ 5 ] |
| 1991/1992 | 33.     | [ 6 ] |